# Classe Ivan Gren
La classe Ivan Gren, désignation Projet 11711 est une classe de navires de débarquement/Navire d'assaut amphibie en cours de construction pour la Marine russe. Initialement prévu pour être constituée de deux navires, l'Ivan Gren et le Pyotr Morgunov, la Marine russe aurait l'intention d'en acquérir de nouvelles unités de conception modifiée.

## Caractéristiques
Navire de transport et de débarquement, selon la classification russe, les navires de la classe Ivan Gren sont construits pour les deux premiers bâtiments autour d'une large coque en acier comprenant deux ponts surmontés de superstructures représentées par deux blocs distincts. Les deux blocs de superstructures sont composés d'un bloc situé à l'avant du bâtiment comprenant la passerelle et la zone de vie et d'un bloc à l'arrière du bâtiment abritant notamment les équipements techniques, la cheminée, les systèmes d'aération et de ventilation, un hangar à hélicoptère d'une capacité d'accueil de deux appareils ainsi qu'un centre de contrôle de vol des hélicoptères embarqués. Une grue de chargement située entre les deux superstructures participe au chargement de véhicules et conteneurs présents sur un quai à bord du navire.
Les navires de la classe ont un déplacement de 5 000 à 6 000 tonnes et peuvent transporter jusqu'à 13 chars de combat principaux ou 36 véhicules blindés de transport de troupes et 300 marines.

## Historique
Le premier navire de la classe, l'Ivan Gren, a été mis en chantier le 23 décembre 2004. La coque de l'Ivan Gren a été achevée fin novembre 2010. Le 9 octobre 2010, un contrat visant à augmenter les travaux sur le navire a été signé. Le navire a été lancé le 18 mai 2012 et devait être livré à la marine russe d'ici 2014. La livraison de l'Ivan Gren a été retardée jusqu'en 2015 tandis que le deuxième navire de la classe, le Piotr Morgunov, a été posée en octobre 2014. L'Ivan Gren a commencé ses essais en mer en juin 2016 dans la mer Baltique. Selon des sources russes, le retard de la mise en service du navire de tête était dû à plusieurs défauts de conception, notamment la stabilité de la coque et des problèmes de moteur.
Le 3 mai 2018, le navire de tête de la classe, l'Ivan Gren, a terminé avec succès ses essais en mer organisés en mer Baltique. Les systèmes et complexes du navire de guerre ont été vérifiés par la commission d'acceptation d'État du ministère russe de la Défense. L'Ivan Gren a été mis en service le 20 juin 2018.
Initialement, il n'était pas prévu de construire d'autres navires à la suite du Piotr Morgunov. Cependant, en décembre 2018, il a été rapporté par le chef de la United Shipbuilding Corporation de Russie que la Russie prévoyait de commander deux ou trois navires de débarquement de classe Ivan Gren modifiés supplémentaires. Le 9 avril 2019, le ministre russe de la Défense Sergey Shoygu a annoncé que deux autres navires de débarquement du projet 11711 seraient mis en service le 23 avril 2019.
Le 23 avril 2019, deux navires de débarquement modifiés du projet 11711, Vladimir Andreev et Vasily Trushin, ont été déposés lors d'une cérémonie au chantier naval Iantar à Kaliningrad. Les deux nouveaux navires diffèrent par une superstructure modifiée, un déplacement accru, des moteurs 16D49, des dimensions plus grandes et une superstructure unique et la capacité de transporter les hélicoptères d' attaque Kamov Ka-52K. Le déplacement des navires agrandis serait supérieur de 40% à celui de la version de base, soit environ 9 240 tonnes, et la capacité de levage amphibie a augmenté de 100% (à 26 réservoirs). Leur livraison à la marine russe est prévue respectivement en 2023 et 2024.
Le Piotr Morgunov a été mis en service le 23 décembre 2020. Le 30 janvier 2021, il est arrivé à sa base permanente de Severomorsk sous le commandement du capitaine de 2e rang Vyacheslav Solovie.
LE 30 mai 2025, le 3e navire, le Vladimir Andreev est livré a la marine russe. Il devrait être affecter à la flotte du Pacifique a partir de 2026.